# Carole Merle
Pour les articles homonymes, voir Merle (homonymie).
Carole Merle, née le 24 janvier 1964 au Sauze (Alpes-de-Haute-Provence), est une skieuse alpine française.
Championne du monde de géant à Morioka en 1993, elle est la skieuse française la plus titrée de l'histoire en coupe du monde de ski avec 22 victoires et 6 petits globes de cristal (4 en super-G et 2 en Géant). Son record de victoires françaises tous sexes confondus est dépassé par Alexis Pinturault en 2019.

## Jeux olympiques d'hiver
| Épreuve / Édition | Sarajevo 1984 | Calgary 1988 | Albertville 1992 | Lillehammer 1994 |
| ----------------- | ------------- | ------------ | ---------------- | ---------------- |
| Descente          | -             | 12e          | 13e              | -                |
| Super G           | -             | 12e          | Argent           | 19e              |
| Géant             | -             | 9e           | 6e               | 5e               |

## Championnats du monde de ski alpin
| Épreuve / Édition | Crans Montana 1987 | Vail 1989 | Saalbach 1991 | Morioka 1993 |
| ----------------- | ------------------ | --------- | ------------- | ------------ |
| Descente          | -                  | -         | 10e           | 30e          |
| Super G           | 12e                | -         | Argent        | 8e           |
| Géant             | 15e                | Argent    | -             | Or           |

## Coupe du monde
- Meilleur résultat au classement général : 2e en 1992
  - Vainqueur de la coupe du monde de super-G en 1989, 1990, 1991 et 1992
  - Vainqueur de la coupe du monde de géant en 1992 et 1993
  - 22 victoires : 12 super-G et 10 géants
  - 44 podiums

### Différents classements en coupe du monde
| Année/Classement | Général | Général | Descente | Descente | Super G | Super G | Géant  | Géant  | Combiné | Combiné |
| Année/Classement | Class.  | Points  | Class.   | Points   | Class.  | Points  | Class. | Points | Class.  | Points  |
| ---------------- | ------- | ------- | -------- | -------- | ------- | ------- | ------ | ------ | ------- | ------- |
| 1982             | 71e     | 5       | -        | -        | -       | -       | 38e    | 2      | 26e     | 3       |
| 1983             | 38e     | 35      | 31e      | 6        | -       | -       | 14e    | 29     | -       | -       |
| 1984             | 28e     | 45      | -        | -        | -       | -       | 10e    | 37     | 24e     | 8       |
| 1985             | 58e     | 11      | -        | -        | -       | -       | 27e    | 11     | -       | -       |
| 1986             | 40e     | 41      | 28e      | 9        | 31e     | 2       | 12e    | 30     | -       | -       |
| 1987             | 60e     | 11      | -        | -        | -       | -       | 23e    | 11     | -       | -       |
| 1988             | 19e     | 69      | 24e      | 10       | -       | -       | 6e     | 59     | -       | -       |
| 1989             | 4e      | 206     | 4e       | 67       | 1er     | 75      | 6e     | 55     | 10e     | 9       |
| 1990             | 5e      | 202     | 10e      | 50       | 1er     | 99      | 7e     | 53     | -       | -       |
| 1991             | 5e      | 176     | 4e       | 76       | 1er     | 88      | 17e    | 12     | -       | -       |
| 1992             | 2e      | 1211    | 8e       | 228      | 1er     | 417     | 1er    | 566    | -       | -       |
| 1993             | 3e      | 1086    | 7e       | 280      | 3e      | 326     | 1er    | 480    | -       | -       |
| 1994             | 20e     | 303     | 53e      | 8        | 24e     | 52      | 8e     | 243    | -       | -       |

### Détail des victoires
| Édition / Épreuve | Super G                                       | Géant                                          | Total |
| ----------------- | --------------------------------------------- | ---------------------------------------------- | ----- |
| 1988              |                                               | Tignes                                         | 1     |
| 1989              | Schladming Grindelwald Tignes                 |                                                | 3     |
| 1990              | Meribel I Meribel II Åre                      | Stranda Klövsjö                                | 5     |
| 1991              | Garmisch Furano                               |                                                | 2     |
| 1992              | Santa Caterina II Panorama (en) Crans Montana | Hinterstoder Piancavallo Morzine Crans Montana | 7     |
| 1993              | Veysonnaz                                     | Maribor Cortina d'Ampezzo Åre                  | 4     |
| Total             | 12                                            | 10                                             | 22    |

## Arlberg-Kandahar
- Meilleur résultat : 2e place dans la descente 1993 à Cortina d’Ampezzo

### Championnats de France
Elle a été cinq fois championne de France Elite dont : 
- Championne de France de Descente en 1987
- Championne de France de Super G en 1990
- Deux fois championne de France de Slalom Géant en 1985 et 1987
- Championne de France de Combiné en 1987